# Șomoșcheș, Arad
Șomoșcheș este un sat în comuna Cermei din județul Arad, Crișana, România.
Domeniul lui Ioan Corvin îngloba un alt district românesc, cel de la 
Şomoşcheş. Voievozii din Şomoşcheş erau datori, în anul 1495, să populeze 
sate prin colonizare
. Voievozii din Şomoşcheş erau catolici: Paul Zekel era 
membru al societăţii ”Sfântul Spirit” din Roma, iar fratele său Matei este 
confirmat în fruntea voievodatului, dărunidu-i-se şi satul Korkesz. 
Ediția cu numărul 15 a sărbătorii Fiii satului Șomoșcheș, din comuna Cermei, a fost una cu totul specială. Oamenii locului au sărbătorit ca în fiecare an Zilele satului lor, cu muzică, dansuri, mâncare din belșug, puțină băutură, povești, depănare de amintiri, focuri de artificii, dar și cu o umbră de tristețe. Se împlinesc 70 de ani de la evenimentele din vara lui 1949, când locuitorii Șomoșcheșului s-au răsculat împotriva dictaturii ce avea să țină România în beznă vreme de mai bine de patru decenii. Din păcate, curajul lor și al celor din satele Șepreuș, Apateu și Berechiu nu a fost unul molipsitor și pentru locuitorii celorlalte sate din Arad, răscoala țăranilor fiind frântă cu multă violență și victime omenești de către autoritățile comuniste.
Conferențiarul universitar Doctor Aurel Faur, fiu al satului Șomoșcheș, avea șapte ani în 1949 și a trăit din plin acele evenimente. Profesorul Faur, care a ocupat timp de opt ani funcția de decan al Facultății de Chimie-Biologie-Geografie din cadrul Universității de Vest din Timișoara, a răspuns invitației primarului Ioan Vesa, de a povesti ce s-a întâmplat în 1949. „Profesorul Aurel Faur nu numai că este fiu al satului nostru, dar este cel mai îndreptățit să ne povestească istoria tragicelor evenimente petrecute în urmă cu 70 de ani în Șomoșcheș. Domnia sa a fost membru al unei familii care a avut poate cel mai mult de suferit în cadrul represaliilor din 1949“, ne-a declarat Ioan Vesa, primarul comunei Cermei.
Confiscarea recoltelor
Rebeliunea din vara anului 1949 a fost specifică zonei de Nord, Nord-Vest a județului Arad, cuprinzând patru comune: Șomoșcheș, Șepreuș, Apateu și Berechiu. Totul se petrecea la sfârșitul lunii iulie, în plină campanie de treieriș. „După o perioadă de un an de zile, când se pregăteau să își adune agoniseala de pe câmpuri, țăranii au fost înștiințați că se interzice treierarea până în momentul în care statul va decide condițiile în care să fie făcută. De fapt, statul comunist se pregătea să confiște întreaga agoniseală a oamenilor de un an de zile, fără nici un fel de anunț, fără nici un fel de pregătire. Măsurile aveau să fie puse în practică de către Ioan Belea, prefectul de atunci al Aradului. De altfel, acesta a și vorbit foarte urât cu oamenii, de aici rezultând acte regretabile. Mașina în care se afla acesta a fost pur și simplu răsturnată într-un șanț, iar prefectul a fost dus pe brațe de către țărani cu scopul de a fi aruncat în fântână. În cele din urmă, în schimbul unor promisiuni neonorate, prefectul nu a mai fost aruncat. Drept consecință a nerespectării cuvântului dat de prefect, în zilele de 30 și 31 iulie, oamenii au apelat la măsuri de protest mai dure: confiscarea arhivei de la primărie, fiecare și-a luat grâul care era reținut sub formă de cotă și l-a adus acasă, au tăiat linia de telefon etc“, ne spune Aurel Faur.
Au ținut piept miliției și securității
Miliția, împreună cu securitatea, au încercat să reprime revolta oamenilor, însă nu au reușit. „Ca să nu intre cu camioanele în sat, țăranii au pus grape de-a lungul drumurilor de acces în localitate și au stat nopțile de pază. Atunci a fost instaurată starea de urgență și s-a luat decizia de a se interveni cu detașamente militare, respectiv cu Unitatea Militară de Grăniceri de la Radna. În data de 31 iulie, satul a fost invadat de armată, izolându-l complet. Oamenii erau obligați să stea cu lămpile aprinse toată noaptea și cu ușile descuiate, astfel încât organele de anchetă să aibă acces oricând doresc. Au fost reținute 49 de persoane, majoritatea pe timp de noapte. Aveam șapte ani, dar nu uit nici acum noaptea când au intrat peste noi, au luat-o pe mama în altă cameră, iar după aceea i-am văzut vânătăile de la loviturile primite“, ne mărturisește Aurel Faur.
Împușcați mișelește
Apogeul reprimării a fost atins în data de 3 august, când au fost împușcați oameni. „Bunicul meu, Ioan Faur, a fost dus în data de 30 iulie la Arad și cercetat până în data de 3 august. Și tata a fost urmărit, dar a stat ascuns prin grădini. În data de 3, bunicul meu, împreună cu unchiul meu Gheorghe Margina, au fost aduși cu un camion pe drumul de țară Șepreuș-Șomoșcheș. Ajuns la marginea localității, bunicul meu a fost dat jos și i s-a spus că poate să meragă acasă, la familie. După ce s-a întors cu spatele și a făcut câțiva pași, a fost împușcat. Același lucru s-a petrecut și în cazul unchiului meu, dar în centrul localității. Cadavrele au fost lăsate în soare toată ziua pentru a fi luate drept «exemplu»“, spune Aurel Faur.
Ani de suferință
Cele două crime nu au fost însă suficiente pentru a le oferi răsculaților o lecție. Drama familiilor celor împușcați avea să atingă cote și mai mari. Cele două familii, Margina și Faur, au fost ridicate, îmbarcate în același camion de unde au coborât cei împușcați, și au fost „transportate la Arad“. În realitate, oamenii au ajuns în apropiere de Constanța, unde așteptau ordinul de a fi duși în Siberia. În cele din urmă s-a decis să își ispășească pedeapsa în țară, iar după șapte ani și jumătate familia Faur s-a întors acasă, în Șomoșcheș. Au primit înapoi doar locuința, cele 36 de hectare de pământ fiind confiscate, același lucru întâmplându-se și cu animalele din ogradă. „Peste 400 de oameni s-au răsculat atunci împotriva sistemului. Suntem descendenții unor oameni curajoși și trebuie să fim mândri de asta. Să nu uităm niciodată sacrificiul pe care l-au făcut pentru demnitate și pentru ca urmașii lor să ducă o viață mai bună“, a declarat Aurel Faur.
O comună cu oameni uniți
Au trecut de atunci 70 de ani, iar timpul așternut a mai vindecat din răni. Conducerea Primăriei Cermei nu a uitat de eroii săi, i-a pomenit și i-a cinstit cum se cuvine. Viața merge înainte și își vede de cursul său.